# Fischer-Treuenfeld

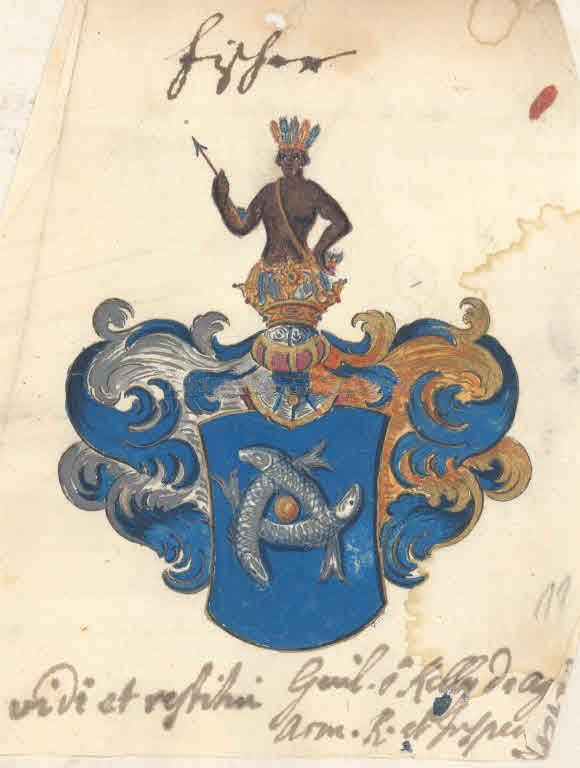
Wappen derer von Fischer(n) (1708)

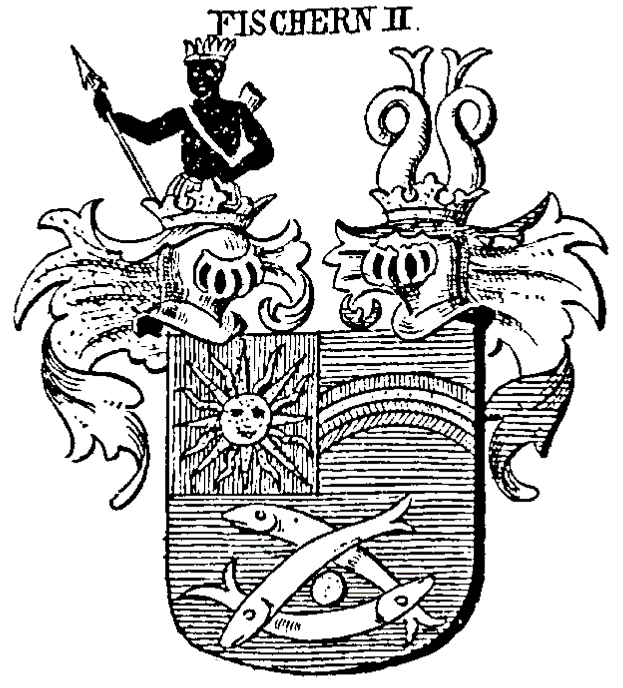
Vermehrtes Wappen derer von Fischern-Treuenfeld in Siebmachers Wappenbuch

Fischer-Treuenfeld ist der Name eines preußischen Adelsgeschlechts, das ursprünglich aus dem Harz stammt.

## Geschichte
Bei dem Geschlecht handelt es sich um eine alte schon früh in Thüringen vorkommende Familie, die ursprünglich aus England stammen soll. Ab 1574 war sie aber schon im Hessischen angesessen.
Ein Lorenz Fischer war 1694 Amtsvorsteher zu Breitenstein.
Am 17. Januar 1708 erhielten die Kinder des kaiserlichen Kanzlers Iohann Iobst Fischer, nämlich die Brüder Johann Fischer, sächsisch-eisenacher Hofrat und Regierungsrat, Johann Georg Fischer, brandenburgisch-kulmbacher geheimer Rat, Friedrich Albert Fischer, sächsisch-meiningener Hofrat und Kammerrat, Heinrich Burkhard Fischer, Friedrich Hartmann Fischer, Johann Wilhelm Fischer und Friedrich Ludwig Fischer sowie ihre Schwestern Katharina Susanna Fischer und Johanna Justina Fischer, von Kaiser Joseph I. den Ritterstand mit dem Prädikat „Edler von Fischern, Ritter“ unter Hinweglassung ihres bisherigen Familiennamens verliehen.
Es folgte eine Preußische Adelsanerkennung durch Allerhöchste Kabinettsorder (A. KO.) vom 3. November mit Attest vom 17. November 1788 in Berlin und Ministerialreskript vom 14. Januar 1789 in Berlin für den königlich preußischen Kriegs-, Domänen- und Forstrat Daniel (von) Fischer und seine Brüder Franz Fischer, Pfarrer zu Hornhausen, Christian Fischer, königlich preußischer Justizamtmann und Kommissionsrat, und Dr. med. Eberhard Fischer, Ratsherr zu Aschersleben.
Am 15. September 1846 erging auf Schloss Sanssouci eine preußische Genehmigung zur Führung des Namens „von Fischer-Treuenfeld“ für alle o. g. Brüder und deren Nachkommenschaft. Es folgte am 7. Juni 1854 auf Schloss Charlottenburg eine preußische Genehmigung zur Führung des Namens „von Treuenfeld“ persönlich (ad personam) für Karl von Fischer-Treuenfeld, königlich-preußischer Appellationsgerichtsrat zu Naumburg an der Saale, bzw. am 4. Juni 1864 in Berlin auch für dessen Söhne. Am 20. Oktober 1909 erging schließlich im Neuen Palais zu Potsdam eine preußische Genehmigung zur Wiederannahme des Namens „von Fischer-Treuenfeld“ für dieselben.

## Wappen
- Blasonierung des Stammwappens (1708): In Blau eine goldene Kugel zwischen drei triangelweise verflochtenen silbernen Fischen. Auf dem gekrönten Helm mit rechts blau-silbernen und links blau-goldenen Helmdecken ein wachsender natürlicher Indianer in blau-gold gestreiftem Leibschurz und Kopfputz, mit an der linken Seite an goldener Schnur hängendem goldenen Köcher, in der Rechten einen stählernen Pfeil haltend, die Linke eingestemmt.
- Blasonierung des vermehrten Wappens: Geteilt, oben gespalten, rechts in Rot eine gebildete goldene Sonne, links in Blau ein von Rot, Gold und Blau geteilter Regenbogen, unten (= dem Schild der Ritter und Edlen von Fischern) in Blau eine goldene Kugel zwischen drei triangelweise verflochtenen silbernen Fischen. Zwei Helme; auf dem rechten mit rot-goldenen Decken ein wachsender natürlicher Indianer in blau-gold gestreiftem Leibschurz und Kopfputz, mit an der linken Seite an goldener Schnur hängendem goldenen Köcher, in der Rechten einen stählernen Pfeil haltend, die Linke eingestemmt (= dem Helm der Ritter und Edlen von Fischern); auf dem linken Helm mit blau-silbernen Decken zwei gestürzte zugekehrte silberne Delphine.

## Bekannte Familienmitglieder
- Christian von Fischer (1788–1870), preußischer Generalleutnant
- Karl von Fischer-Treuenfeld (1885–1946), SS-Gruppenführer und Generalleutnant der Waffen-SS
- Philipp von Fischer-Treuenfeld (1838–1918), preußischer Generalleutnant
- Victor von Fischer-Treuenfeld (1833–1892), Landrat und Geheimer Regierungsrat
- Isabel Sellheim, geb. von Treuenfeld (1929–2018), deutsche Bibliothekarin und Heimatforscherin